# 11378 Dauria
11378 Dauria este un asteroid din centura principală de asteroizi.

## Descriere
11378 Dauria este un asteroid din centura principală de asteroizi. A fost descoperit pe 17 septembrie 1998 la Stația Anderson Mesa în cadrul programului LONEOS. El prezintă o orbită caracterizată de o semiaxă mare de 2,39 ua, o excentricitate de 0,13 și o înclinație de 3,4° în raport cu ecliptica.